# Ligne Howrah-Nagpur-Mumbai
La ligne Howrah-Nagpur-Mumbai est une ligne ferroviaire de l'Inde qui relie Howrah près de Calcutta à Bombay via Nagpur.

## Histoire
La compagnie Great Indian Peninsula Railway (GIPR) met en service le  tronçon de Bombay à Thane  le 16 avril 1853 jour qui voit le tout premier train circuler sur le territoire indien. Le chantier de la ligne rallie ensuite Kalyan en mai 1854 et Nagpur en 1867. La grande famine de 1876 fait accélérer les travaux entre Nagpur et Rajnandgaon. Le tronçon Nagpur à Tumsar Road est ouvert en juillet 1880, le tronçon Tumsar Road à Gondia  en 1881, le tronçon Gondia à Amgaon en novembre 1881 et le tronçon Amgaon à Rajnandgaon en février 1882. En 1898 le tronçon Howrah à Kolaghat achevé et le pont sur la rivière Rupnarayan édifié, la ligne est ouverte au trafic le 19 avril 1900.

## Caractéristiques

### Matériel roulant
Le train est composé d'une locomotive électrique soit Class WAP-4, soit Class WCAM 3, de 14 voitures-couchettes et de voitures voyageurs.

## Exploitation
Le service voyageurs est assuré par le train Gitanjali Express qui relie les deux terminus en 30 heures et 30 minutes.